# 1038 Tuckia
1038 Tuckia là một tiểu hành tinh vành đai chính. Nó được phát hiện bởi Max Wolf ngày 24 tháng 11 năm 1924. Tên ban đầu của nó là 1924 TK. Nó được đặt theo tên vợ chồng ông Edward Tuck.